# 小茨維利亞
50°44′4″N 27°32′37″E / 50.73444°N 27.54361°E
小茨維利亞（烏克蘭語：Мала Цвіля），是烏克蘭北部的村莊，隸屬日托米爾州的茲維亞赫爾區。該村始建於1650年，面積1.468平方公里，海拔高度188米，2001年人口280。